# Fundo de Garantia do Tempo de Serviço
Fundo de Garantia do Tempo de Serviço (FGTS) é um fundo criado com o objetivo de proteger o trabalhador que for demitido sem justa causa. Mediante a abertura de uma conta vinculada ao contrato de trabalho, os empregadores depositam em contas abertas na Caixa Econômica Federal, até o dia 20 de cada mês e em nome dos empregados, o valor correspondente a 8% do salário bruto de cada funcionário. Já para os contratos de trabalho firmados nos termos da lei nº 11.180/05 (Contrato de Aprendizagem), o percentual é reduzido para 2%, e por fim, no caso de trabalhador doméstico, o recolhimento é correspondente a 11,2%, sendo 8% a título de depósito mensal e 3,2% a título de antecipação do recolhimento rescisório.
Foi criado na ditadura militar por meio da Lei no 5.107, de 13 de setembro 1966, pelo então presidente da República, o marechal Castelo Branco. Na época, com Octávio Gouveia de Bulhões no Ministério da Fazenda e Roberto Campos à frente do Planejamento, a criação do FGTS fazia parte das reformas institucionais e do ajuste econômico elaborados pelos titulares das pastas após o Golpe Militar de 1964.
Foi instituído no governo Castelo Branco e atualmente é regulado pela Lei n.º 8.036 de 1990, e pelo Decreto n.º 99.684 de 1990.

## Histórico
Até 13 de setembro de 1966, data de criação do FGTS, existia apenas uma garantia de emprego ao trabalhador: a estabilidade decenal. Ocorria quando o empregado completava 10 anos de trabalho em uma empresa, ocasião em que se tornava estável. A partir da estabilidade adquirida, seu contrato de trabalho somente poderia ser encerrado caso incorresse em justa causa, ainda assim após apuração da falta grave por meio de inquérito que verificasse a procedência da acusação. Caso o empregado pedisse demissão, seu pedido só seria válido quando feito com a assistência do Sindicato, ou do Ministério do Trabalho ou ainda pela justiça do Trabalho.
Nesse sistema de estabilidade, aos empregados com mais de um ano de tempo de serviço e que fossem dispensados antes de completarem o decênio era devida uma indenização, correspondente ao valor de um mês de salário para cada ano laborado. Ultrapassados os 10 anos de serviço, para dar conteúdo à garantia da estabilidade, essa indenização tinha seu valor dobrado.
Para arcar com essa indenização, algumas empresas, por conta própria, provisionavam cerca de 1/12 avos do valor do salário do trabalhador de forma a ter o valor necessário para cobrir tal custo na hipótese de ser necessário dispensar o trabalhador. Muitas empresas entendiam que, mesmo provisionando algum valor, a indenização acabava representando um valor extremamente elevado. Por isso nem todos os empregadores se preparavam. Dessa forma, na prática, muitos trabalhadores eram demitidos pouco antes de completarem o decênio ou não recebiam a indenização que lhes era devida e eram obrigados a reclamar seu direito na justiça. 
A Estabilidade Decenal era apontada como encargo demasiado oneroso para as empresas, posto que, no entender dos empresários, não agregava valor para a sociedade como um todo. Com o passar dos anos o governo verificou também que o regime estabilitário não favorecia aos empregados, uma vez que as empresas não permitiam ao trabalhador o cumprimento do decênio necessário. A solução encontrada foi adotar o regime do Fundo de Garantia por Tempo de Serviço - FGTS - inserido no mundo jurídico pela Lei nº 5.107. 

O novo regime, que não acabava com o sistema anterior, era uma alternativa ao regime da estabilidade decenal. Os empregados poderiam optar pelo novo regime - FGTS - ou permanecer no regime anterior - estabilidade decenal. Para tanto os empregadores deveriam mencionar na Carteira de Trabalho do empregado se eram ou não optantes do FGTS. 

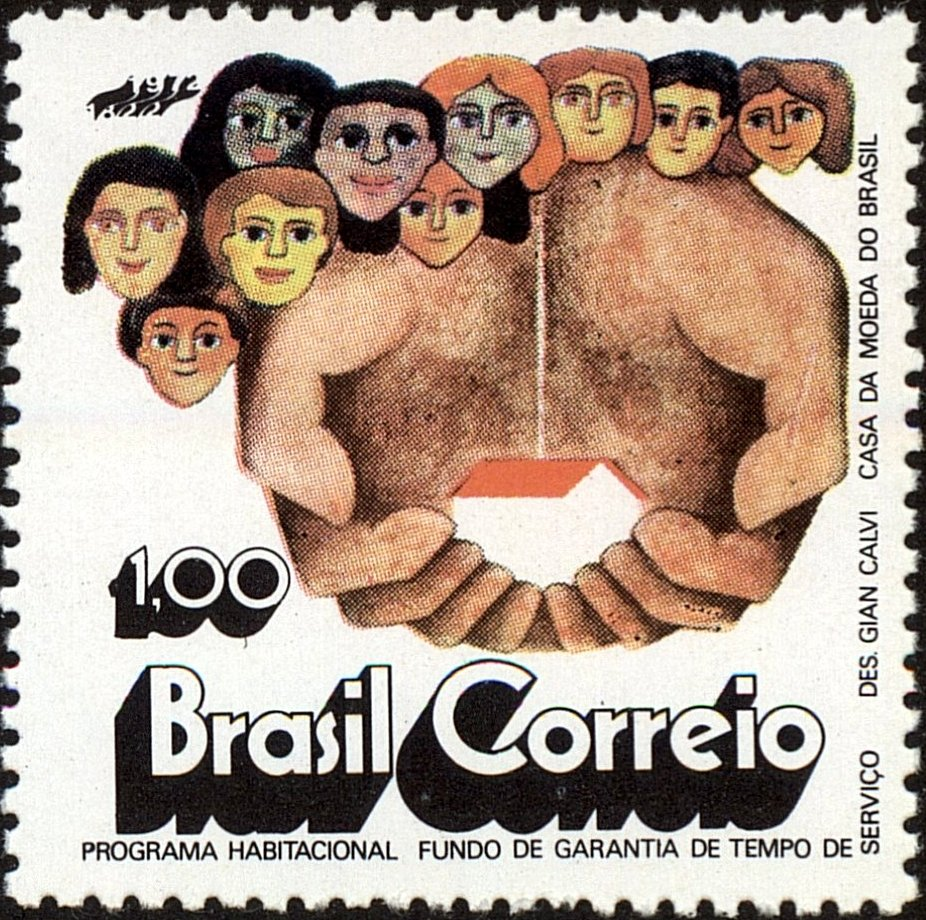
Selo postal brasileiro de 1972 sobre o FGTS.

Com a nova lei criou-se um fundo de recursos, abastecido pelos empregadores, mediante o depósito de 8% incidentes sobre a remuneração do trabalhador, exigido ao longo da vigência do contrato. Independentemente da opção do empregado, o empregador tinha obrigação de depositar o valor do FGTS em conta específica, em nome do trabalhador como “não optante”. 
Por determinação da Lei nº 5.107/1966, a gestão do FGTS passou a ser realizada pelo Banco Nacional de Habitação - BNH, que foi criado em 1964, e que passaria a ter recursos para aplicações no Plano Nacional de Habitação e no Sistema Financeiro da Habitação (SFH). Parte dos recursos do fundo estiveram voltados ao atendimento dos déficit habitacional do país.
Em 1968, com a criação do Sistema Financeiro do Saneamento (SFS), que também tinha o BNH como órgão central, o FGTS passou a financiar investimentos na área de saneamento.
Entre 1965 a 1979, os recursos do FGTS financiaram cerca de 1,56 milhão de unidades habitacionais.
Em 1986, com a crise econômico-financeira em que vivia o Brasil, o BNH foi extinto e a gestão do Fundo foi transferida à Caixa Econômica Federal, pelo Decreto 2.291, de 21 de novembro de 1986. Foram incorporados o quadro de pessoal, sistemas, documentos, e ativo, além de todos os demais fundos e programas do Banco Nacional da Habitação. Outras funções exercidas pelo BNH foram distribuídas por vários órgãos do governo.
Em 1989, foi instituído o Conselho Curador do FGTS.
O regime de estabilidade decenal deixou de existir para os trabalhadores em geral a partir da vigência da Constituição Federal promulgada em 05 de outubro de 1988. Por esta razão a lei 5.107 foi revogada pela Lei nº 7.839, de 1989 estabelecendo inclusive regras para os casos de empregados que à época da vigência da Constituição de 1988 não eram optantes do regime FGTS. A lei 7839/89 posteriormente foi revogada pela lei 8036/90, que atualmente regula o regime do FGTS. 
Os recursos do FGTS eram, e são, remunerados com juros baixos e correção monetária e, originariamente, serviriam para financiar investimentos nas áreas de habitação e infraestrutura, sobretudo de saneamento. 
Como vimos a partir de 05 de outubro de 1988, com a promulgação e publicação da Constituição Federal, foi extinta a estabilidade no emprego para empregados regidos pela Consolidação das Leis Trabalhistas (CLT), permanecendo estáveis apenas aqueles que já possuíam 10 anos de trabalho na mesma empresa. A partir daí, todos os trabalhadores celetistas passaram a ser obrigatoriamente optantes pelo FGTS.

### Distribuição dos lucros e saque-aniversário

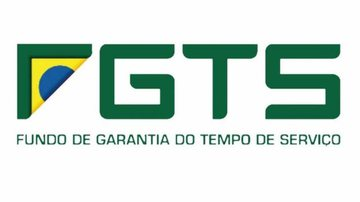
Logo do FGTS.

Entre as críticas mais comuns ao fundo está o fato de seu rendimento ser menor do que aplicações como a Poupança, a conta do fundo não é corrigida pelo Índice oficial de inflação, o Índice Nacional de Preços ao Consumidor Amplo, mas pela Taxa referencial (TR).
Como forma de aumentar a rentabilidade das contas vinculadas do trabalhador, foi aprovada a Medida Provisória nº 763/2016, convertida na Lei nº 13.446/2017, autorizando a distribuição dos lucros do FGTS no percentual de 50% do resultado auferido, proporcionalmente ao saldo da conta vinculada. Em 2017, foram distribuídos R$ 7,28 bilhões, o que elevou a rentabilidade das contas do FGTS de 5,11% ao ano (3% ao ano mais Taxa Referencial) para 7,14% ao ano.
A partir da MP 889/19, foi instituída a modalidade de saque-aniversário no Fundo de Garantia do Tempo de Serviço – FGTS, permitindo a retirada de parte do saldo da conta do FGTS, anualmente, no mês do aniversário do trabalhador, após opção expressa pela modalidade. No entanto, caso o trabalhador seja demitido, poderá sacar apenas o valor referente à multa rescisória e não poderá sacar o valor integral da conta. 
Também foi alterada a forma de distribuição dos lucros e o percentual passou a ser aprovado a cada ano pelo Conselho Curador. Em 2020, foi distribuído 66,2% do lucro de 2019, no valor R$ 7,5 bilhões.
Em 2022, o FGTS, com a rentabilidade composta pela soma da TR (Taxa Referencial) mais 3% e a distribuição dos lucros do fundo, rendeu 7,09% ao ano, com a distribuição de R$ 12,7 bilhões (99% do lucro do FGTS). No mesmo período, a poupança rendeu 7,90% e o IPCA foi de 5,79%.
Em junho de 2024, o Supremo Tribunal Federal (STF) decidiu que a correção das contas do Fundo de Garantia do Tempo de Serviço (FGTS) deve garantir, pelo menos, a reposição da inflação medida pelo IPCA (Índice Nacional de Preços ao Consumidor Amplo).

### Saques emergenciais
Em dezembro de 2016, o então ministro da Fazenda, Henrique Meirelles, confirmou que o governo estuda permitir o uso do FGTS para o pagamento de dívidas. A medida não foi bem recebida pela Proteste, a medida pode complicar ainda mais a situação dos consumidores, principalmente os que já estão endividados.
Em 2017, o presidente Michel Temer assinou um decreto que permite a realização do saque dos valores do FGTS, mas apenas das contas de FGTS inativas até o último dia de 2015. De acordo com informações da Caixa, 88% do montante passível de saque foi exercido, o que totalizou R$ 44 bilhões. A conclusão da economista Cecília Machado é de que o trabalhador não quer manter seu dinheiro na conta do FGTS: "Não se sabe precisar se a retirada ocorre porque essa é uma poupança que o trabalhador não gostaria de fazer ou se os saques se justificam pela baixa taxa de retorno do FGTS. (..) [Mas o FGTS] é um instrumento impositivo do governo, ao qual não cabe escolha por parte do trabalhador, constituindo mecanismo de repressão financeira."
Outra novidade trazida pela Lei nº 13932/2019 foi a autorização de um saque emergencial no valor de um salário mínimo, R$ 998 (inicialmente a Medida Provisória 889/2019 estabelecia um saque R$ 500, valor modificado após a sua conversão em lei). No período autorizado, entre setembro de 2019 e abril de 2020, foi realizado o saque de R$ 28,2 bilhões por 60,9 milhões de trabalhadores.
Em 2020, com a pandemia de covid-19, a MP nº 946/2020, convertida na Lei nº 14.075/2020, permitiu que os trabalhadores solicitassem um saque Emergencial do FGTS no período regular de junho à dezembro de 2020, no valor de um salario mínimo (R$1.045,00). Foi efetivado o saque de R$ 24,2 bilhões por 31,7 milhões de trabalhadores.
Em 2020, foi editada a MP 946/20 (07/04/2020), determinando a extinção do Fundo PIS-PASEP e a transferência de seu patrimônio e contas individuais para o Fundo de Garantia do Tempo de Serviço (FGTS), para reforço do fundo para liberação do saque emergencial, no contexto das medidas do Governo Federal para enfrentamento do estado de calamidade pública decorrente da pandemia de covid-19.
Em maio de 2020, o BNDES, agente responsável pela aplicação dos recursos do Fundo, transferiu R$ 20 bilhões do Fundo PIS-PASEP para o FGTS. Na mesma data, o Banco do Brasil, agente pagador dos cotistas do Pasep, também transferiu, via BNDES, a parcela que detinha do patrimônio do Fundo PIS-Pasep, no valor de R$ 1,19 bilhão. 
Em 2022, com a crise inflacionária após a pandemia, a crise hídrica brasileira e o início da guerra da Ucrânia, foi estabelecida a Medida Provisória nº 1.105/22, autorizando o saque de até R$ 1 mil por trabalhador. Foi efetivado o saque de R$ 23,6 bilhões por 32,7 milhões de trabalhadores.
Em 2025, foi editada a MP 1.290/2025 liberando o acesso ao saldo do Fundo de Garantia do Tempo de Serviço (FGTS) pelos trabalhadores demitidos entre janeiro de 2020 e a data da publicação da MP e que optaram pelo saque-aniversário.

### FGTS Digital
Em março de 2024, entrou em operação o FGTS Digital, um conjunto de sistemas integrados dedicados à gestão da arrecadação dos valores devidos ao FGTS e à prestação de serviços digitais. O sistema foi criado com o objetivo de aperfeiçoar a arrecadação, a fiscalização, a apuração, o lançamento e a cobrança dos recursos do Fundo de Garantia do Tempo de Serviço, buscando melhorar a prestação de informações aos trabalhadores e empregadores, de acordo com a Lei 8.036, de 1990. Entre as novidades do sistema estão o ganho de tempo, atualização automática de informações que precisam ser fornecidas à Caixa, a substituição do PIS pelo CPF, a adoção do Pix como método de pagamento e o aumento da rede arrecadadora.

## Regras

### Beneficiários
Entre os trabalhadores que tem direito ao FGTS estão todos os trabalhadores que firmaram contrato de trabalho após 05/10/1988; Empregados Domésticos; Trabalhadores Rurais; Trabalhadores Temporários; Trabalhadores Intermitentes (Lei nº 13.467/2017 – Reforma Trabalhista); Trabalhadores Avulsos; Safreiros (operários rurais, que trabalham apenas no período de colheita); Atletas Profissionais (jogadores de futebol, vôlei etc.). Diretor não empregado poderá ser equiparado aos demais trabalhadores.

### Depósito
Os empregadores depositam em contas abertas na Caixa Econômica Federal, até o dia 20 de cada mês e em nome dos empregados, o valor correspondente a 8% do salário bruto de cada funcionário. 
Para os contratos de trabalho firmados nos termos da lei nº 11.180/05 (Contrato de Aprendizagem), o percentual é reduzido para 2%, e por fim, no caso de trabalhador doméstico, o recolhimento é correspondente a 11,2%, sendo 8% a título de depósito mensal e 3,2% a título de antecipação do recolhimento rescisório.

### Rentabilidade
A rentabilidade total do saldos vinculados do FGTS é composta pelos juros e atualização monetária (JAM) de TR + 3% ao ano, além da parcela do resultado do FGTS distribuída anualmente aos trabalhadores. A correção monetária é feita todo dia 10 de cada mês. A rentabilidade das contas do FGTS deve ter um valor que garanta, no mínimo, o índice oficial da inflação, o IPCA.

### Hipóteses de saque
O FGTS poderá ser sacado em hipóteses determinadas pela lei como demissão sem justa causa, rescisão por acordo, término do contrato por prazo determinado, extinção total ou parcial da empresa, aposentadoria, desastre natural, falecimento do trabalhador, neoplasia maligna (câncer), doença terminal, pagamento de financiamento imobiliário, após três anos ininterruptos fora do regime do FGTS, dentre outras hipóteses.
Caso faça opção pela modalidade Saque-Aniversário, o trabalhador poderá sacar parte do seu saldo de FGTS anualmente, no mês de seu aniversário. Caso o trabalhador seja demitido, poderá sacar apenas o valor referente à multa rescisória e não poderá sacar o valor integral da conta. No entanto, caso o trabalhador seja demitido, poderá sacar apenas o valor referente à multa rescisória e não poderá sacar o valor integral da conta. 
Em 2023, a Caixa liberou para os trabalhadores R$ 142,3 bilhões em saques, concentrados em quatro modalidades: Rescisão do Contrato de Trabalho (43,49%); Saque-Aniversário (26,79%); Habitação (16,26%); e Aposentadoria (9,26%).
Com a edição da MP 1.292/2025 criando o Programa de Crédito do Trabalhador, estabelecendo o crédito consignado privado, o trabalhador poderá usar como garantia do empréstimo até 10% do saldo do FGTS ou até 100% da multa de rescisão.

### Projeto de Lei 1540/2025 e o saque do FGTS para fertilização in vitro[26]
Nos últimos tempos, excepcionalmente, o Poder Judiciário passou a reconhecer a possibilidade de saque do saldo do FGTS para o custeio de fertilização in vitro. Esta tese, ainda polêmica, é alvo do Projeto de Lei 1540/2025 na Câmara dos Deputados. A justificativa adotada pelos tribunais está baseada no princípio da dignidade da pessoa humana e no direito fundamental à saúde e à maternidade, previstos na Constituição Federal. 
A infertilidade, quando diagnosticada por profissional médico e acompanhada da recomendação de tratamento por reprodução assistida, tem sido reconhecida como uma condição de saúde que afeta profundamente o bem-estar físico e emocional da pessoa. Diante disso, o uso do FGTS, que por lei já é autorizado para tratamentos graves de saúde, tem sido estendido por analogia para garantir o acesso à fertilização — especialmente quando o paciente não possui meios financeiros para arcar com o procedimento e o tratamento se mostra urgente em razão da idade ou de fatores clínicos.

### Administração
A gestão e administração do FGTS é feita por um Conselho Curador formado por 24 instituições, que incluem membros do Governo Federal, de entidades dos trabalhadores e dos empregadores. O Conselho é assessorado pelo Grupo de Apoio Permanente - GAP. A Secretaria de Inspeção do Trabalho do Ministério do Trabalho e Emprego é responsável pela fiscalização do recolhimento das contribuições do FGTS. O Ministério das Cidades é o gestor das aplicações dos recursos do FGTS em habitação popular, saneamento ambiental e infraestrutura. O agente Operador dos recursos do Fundo é a Caixa Econômica Federal.

### Investimentos
Em 2022, os ativos totais do FGTS eram da ordem de R$ 649 bilhões, com patrimônio líquido de R$ 117,2 bilhões. Os ativos do FGTS são compostos predominantemente por operações de crédito nos setores de habitação, saneamento e infraestrutura urbana, títulos públicos federais, debêntures e cotas de fundos de investimento, dentre eles o FI-FGTS.
O Fundo de Investimento do Fundo de Garantia do Tempo de Serviço - FI-FGTS foi criado por autorização da Lei nº 11.491, de 20 de junho de 2007, aplicando recursos do fundo para valorização das cotas na construção, reforma, ampliação ou implantação de empreendimentos de infraestrutura em rodovias, portos, hidrovias, ferrovias, aeroportos, energia e saneamento. O Fundo detém participação no capital social de diversas empresas.
O FGTS também investe nas seguintes operações de mercado: Debêntures; FII - Fundos de Investimentos Imobiliários; FIDC - Fundos de Investimento em Direitos Creditórios; CRI - Certificado de Recebíveis Imobiliário; LCI - Letras de Crédito Imobiliário; CVS; Títulos Públicos.
Recursos do FGTS também são aplicados em financiamento de políticas públicas, principalmente em habitação popular, saneamento básico, transportes e saúde. Em 2023, foram executados R$ 3,2 bilhões em saneamento básico e R$ 926 milhões em infraestrutura e mobilidade urbana.
Desde 2017, o FGTS tem distribuído os lucros de seus resultados nas contas vinculadas dos trabalhadores.

## Certidão Negativa do FGTS
A Certidão Negativa do FGTS é uma certidão que atesta a situação regular de empregadores em relação ao recolhimento do Fundo de Garantia por Tempo de Serviço.
A Certidão de Regularidade do FGTS, também conhecida como CRF do FGTS, serve para atestar que uma empresa está em dia com os pagamentos dos seus funcionários e também com a Previdência Social. O documento é requisito obrigatório para empresas que participem de licitações, fechar contratos com o Governo, ou ainda realizar a compra e venda de imóveis, espólios, concorrência pública. O documento pode ser ainda solicitado em caso de auditoria fiscal do Ministério do Trabalho.
A Certidão de Regularidade do FGTS é um documento exclusivo emitido pela Caixa Econômica Federal. A CRF é obrigatória para realizar o saque de FGTS inativo, comprovar inexistência de vínculo empregatício e para comprovar que determinado contribuinte não possui pendências relacionadas ao benefício.
A Certidão Negativa do FGTS só é concedida a uma empresa quando ela se encontra em dia com todas as suas obrigações trabalhistas.